# Nobuo Tanaka
Nobuo Tanaka (jap. 田中 信夫 Tanaka Nobuo; ur. 1 sierpnia 1935, zm. 17 października 2018) – japoński aktor głosowy oraz narrator. Otrzymał nagrodę za osiągnięcia artystyczne na Czwartym Seiyū Awards w dniu 6 marca 2010. Pracował dla agencji Haikyō. Zmarł w 2018 roku w wieku 83 lat na nowotwór przełyku.

## Filmografia

### Anime
1972
- Wojna planet – Sosai X
- Pinokio

1975
- The Adventures of Pepero – Carlos

1978
- Eskadra Orła – Sosai X
- Mały książę – Frank

1984
- Starzan – narrator

1987
- Trzej Muszkieterowie – Armand Jean Richelieu

1989
- Idol Densetsu Eriko – Arthur Howard

1990
- Kimba, biały lew – Kunz
- Kronika wojny na Lodoss – Król Kanonu

1996
- Martian Successor Nadesico – Admiral Jin Fukube

1999
- Detective Conan: The Last Wizard of the Century – Jintarō Chaki

2000
- Sci-Fi Harry – Mike Stafford

2001
- Captain Kuppa – Kakuteki

2003
- The Big O – R. Frederick O’Reilly (odc. 19)

2004
- Cromartie High School – narrator (odc. 16)
- One Piece – komandor Jonathan (odc. 196-206)

2005
- Monster – Peter Capek

2008
- Detective Conan: Full Score of Fear (movie 12) – Ikki Dōmoto

2011
- Hyouge Mono – Sōeki Sen

2012
- Magic Kaito – Shintarō Chaki

2014
- Magic Kaito 1412 – Shintarō Chaki

### OVA
- Bastard!! – Geo Nort Sort
- Detonator Orgun – I-Zack
- Gekigangar 3 – Hypelion
- Genesis Survivor Gaiarth – Warlock (odc. 1)
- JoJo’s Bizarre Adventure – Dio Brando
- Legend of Lemnear – Barol
- Legend of the Galactic Heroes – Kubersly
- Otaku no Seiza – narrator
- Urban Square - Kohaku no Tsuigeki – Detektyw Mochizuki

### Tokusatsu
- Chōriki Sentai Ohranger – narrator
- Dengeki Sentai Changeman – narrator
- Gekisō Sentai Carranger – Ritchihiker
- Gōgō Sentai Boukenger – Pan Głos
- Himitsu Sentai Goranger – narrator
- Kōsoku Sentai Turboranger – narrator

## Nagrody
- Seiyū Awards Nagroda za osiągnięcia artystyczne (2010)